# Nagbukel
Nagbukel ist eine Stadtgemeinde in der philippinischen Provinz Ilocos Sur. Sie grenzt im Osten an die Provinz Abra. Das Gebiet liegt an den Ausläufern der Kordilleren. Im Jahre 2015 zählte Nagbukel 5259 Einwohner. Die Menschen leben hauptsächlich von der Landwirtschaft.
Nagbukel ist in folgende zwölf Baranggays aufgeteilt:
| - Balaweg - Bandril - Bantugo - Cadacad | - Casilagan - Casocos - Lapting - Mapisi | - Mission - Poblacion East - Poblacion West - Taleb |